# Élection à la présidence du Parti libéral-démocrate japonais de 2018
L'élection à la tête du Parti libéral-démocrate se tient le 20 septembre 2018 afin d'élire le chef du parti. Shinzō Abe, le président sortant est réélu.

## Résultats
| Candidats | Candidats      | Membres de la diète | Membres de la diète | Membres du parti | Membres du parti | Membres du parti | Total | Total |
| Candidats | Candidats      | Voix                | %                   | Votes            | Voix             | %                | Voix  | %     |
| --------- | -------------- | ------------------- | ------------------- | ---------------- | ---------------- | ---------------- | ----- | ----- |
|           | Shinzō Abe     | 329                 | 81,84               | 355 487          | 224              | 55,31            | 553   | 68,53 |
|           | Shigeru Ishiba | 73                  | 18,16               | 286 003          | 181              | 44,69            | 254   | 31,47 |
|           |                |                     |                     |                  |                  |                  |       |       |
| Total     | Total          | 402                 | 100                 | 641 490          | 405              | 100              | 807   | 100   |